# Bulkgods
Bulkgods eller massegods betegner gods, der transporteres upakket – dvs. løst – og ofte er af samme type. Denne form for gods bliver sædvanligvis hældt om bord på skibe, godstog eller lastbiler ved hjælp af slisker eller kraner med grabbe.
Der er generelt tale om gods der transporteres i løsvægt, i modsætning til pakkede varer, der normalt betegnes som colli, eller enheder.
Et skib, der transporterer bulkgods betegnes som bulk carrier eller "tørlastskib".
Bl.a. havnene i Rotterdam (Rotterdam Havn) og Louisiana (Port of Louisiana) har store bulkterminaler.

## Godstyper
Man opdeler godset alt efter om der tale om fast gods (f.eks. kul) eller om det er i flydende form (f.eks. olie).
| Faste Eksempler på faste bulkgodstyper: - Kul - Korn (hvede, majs, ris, byg, havre, rug, sojabønner, etc.) - Malm (skrot, jernholdige og ikke-jernholdige legeringer, etc.) - Træflis - Cement - Kemikalier (gødning, plasticgranulat, metalhagl, syntetiske fibre etc.) - Tørfoder (urter, dyrefoder, mel, nødder, sukker, frø etc.) - Bulkmineudbytter (sand, grus, kobber, salt, etc.) | Flydende Eksempler på flydende bulkgodstyper: - Olie - Gas (naturgas, propan etc.) - Benzin og dieselolie - Kemikalier - Flydende fødevarer (f.eks. madolie) |